# 魯丘魯
魯丘魯是剛果民主共和國的城鎮，由北基伍省負責管轄，位於該國東部愛德華湖和基伏湖之間，分別距離烏干達和盧旺達15和30公里，該鎮西南40公里有尼亞穆拉吉拉火山。
1°11′S 29°27′E / 1.183°S 29.450°E